# マーク・プライス
ウィリアム・マーク・プライス（William Mark Price、1964年2月15日 - ）は、アメリカ合衆国の元バスケットボール選手、指導者。NBAでは12年間、クリーブランド・キャバリアーズ、ワシントン・ブレッツ、ゴールデンステート・ウォリアーズ、オーランド・マジックでプレイした。ポジションはポイントガード。1980年代後半から1990年代にかけて、リーグを代表するシューターの1人として知られる。実弟のブレント・プライスも元NBA選手で、ワシントン・ブレッツでは1シーズン共にプレーした。

## 経歴

### 選手時代
オクラホマ州出身。ジョージア工科大学卒業後、1986年のNBAドラフトで2巡目全体25位でダラス・マーベリックスに指名された。身長6フィートだった彼は評論家に小さすぎるし、遅すぎてNBAでは使いものにならないのではないかと酷評された。ドラフト当日にキャバリアーズにトレードされた彼はチーム史上ベストのポイントガードとなり、リーグを代表するシューターとしても名を広めた。キャリア通算でフリースロー成功率90.4%は2024年現在NBA史上3位である。また、3ポイントシュートの通算成功率も40%を超えた。1988-89年シーズンに彼は3ポイントシュート40％以上、シュート成功率50％以上、フリースロー成功率90%以上であった。シーズン通してこの条件を満たしたのは現在まで見てもわずか9人しかいない。プライスはNBAオールスターゲームに4回出場し、3ポイントシュートコンテストで2回優勝、1992-93年シーズンはオールNBAファーストチームにも選ばれた。
1994年に行われたバスケットボール世界選手権ではドリームチームIIの一員に選ばれて金メダルを獲得している。
1995年にブレッツに移籍した頃から左足等の故障に悩まされ、1シーズンプレイした後、ウォリアーズに移籍、その後マジックに移籍した後1998年に引退した。現役引退後すぐに、キャブスで彼の背番号25は永久欠番となった。
オクラホマ州Enidにあるバスケットボールアリーナは彼の名前を取ってマーク・プライスアリーナと名付けられた。

### コーチ
2006年3月、オーストラリアリーグに2006-2007年シーズンから新加入するサウス・ドラゴンズのヘッドコーチとして招かれたため、家族と共にメルボルンに移り住んだ。2006年10月23日に彼は辞任して、チームキャプテンのシェーン・ヒールがヘッドコーチを兼任することとなった。このチームでの彼の成績は開幕戦からの5連敗と勝利なしに終わった。
デンバー・ナゲッツ、アトランタ・ホークス、ゴールデンステート・ウォリアーズ、オーランド・マジックのアシスタントコーチを経て、2013年からシャーロット・ホーネッツのスティーブ・クリフォードヘッドコーチのもとでアシスタントコーチを務めていた。2015年3月、ノースカロライナ大学シャーロット校のシャーロット・フォーティーナイナーズのヘッドコーチに就任した。

## 個人成績

### NBA

#### レギュラーシーズン
| シーズン     | チーム       | GP  | GS  | MPG  | FG%  | 3P%  | FT%   | RPG | APG  | SPG | BPG | PPG  |
| ------------ | ------------ | --- | --- | ---- | ---- | ---- | ----- | --- | ---- | --- | --- | ---- |
| 1986–87      | CLE          | 67  | 0   | 18.2 | .408 | .329 | .833  | 1.7 | 3.0  | .6  | .1  | 6.9  |
| 1987–88      | CLE          | 80  | 79  | 32.8 | .506 | .486 | .877  | 2.3 | 6.0  | 1.2 | .2  | 16.0 |
| 1988–89      | CLE          | 75  | 74  | 36.4 | .526 | .441 | .901  | 3.0 | 8.4  | 1.5 | .1  | 18.9 |
| 1989–90      | CLE          | 73  | 73  | 37.1 | .459 | .406 | .888  | 3.4 | 9.1  | 1.6 | .1  | 19.6 |
| 1990–91      | CLE          | 16  | 16  | 35.7 | .497 | .340 | .952  | 2.8 | 10.4 | 2.6 | .1  | 16.9 |
| 1991–92      | CLE          | 72  | 72  | 29.7 | .488 | .387 | .947* | 2.4 | 7.4  | 1.3 | .2  | 17.3 |
| 1992–93      | CLE          | 75  | 74  | 31.7 | .484 | .416 | .948* | 2.7 | 8.0  | 1.2 | .1  | 18.2 |
| 1993–94      | CLE          | 76  | 73  | 31.4 | .478 | .397 | .888  | 3.0 | 7.8  | 1.4 | .1  | 17.3 |
| 1994–95      | CLE          | 48  | 34  | 28.6 | .413 | .407 | .914  | 2.3 | 7.0  | .7  | .1  | 15.8 |
| 1995–96      | WSB          | 7   | 1   | 18.1 | .300 | .333 | 1.000 | 1.0 | 2.6  | .9  | .0  | 8.0  |
| 1996–97      | GSW          | 70  | 49  | 26.8 | .447 | .396 | .906* | 2.6 | 4.9  | 1.0 | .0  | 11.3 |
| 1997–98      | ORL          | 63  | 33  | 22.7 | .431 | .335 | .845  | 2.0 | 4.7  | .8  | .1  | 9.5  |
| 通算         | 通算         | 722 | 578 | 29.9 | .472 | .402 | .904  | 2.6 | 6.7  | 1.2 | .1  | 15.2 |
| オールスター | オールスター | 4   | 0   | 20.0 | .514 | .474 | .900  | 1.5 | 3.3  | 1.3 | .3  | 13.5 |

#### プレーオフ
| シーズン | チーム | GP | GS | MPG  | FG%  | 3P%  | FT%   | RPG | APG | SPG | BPG | PPG  |
| -------- | ------ | -- | -- | ---- | ---- | ---- | ----- | --- | --- | --- | --- | ---- |
| 1988     | CLE    | 5  | 5  | 41.0 | .567 | .417 | .960  | 3.6 | 7.6 | .6  | .0  | 21.0 |
| 1989     | CLE    | 4  | 4  | 39.5 | .386 | .375 | .933  | 3.3 | 5.5 | .8  | .0  | 16.0 |
| 1990     | CLE    | 5  | 5  | 38.4 | .525 | .353 | 1.000 | 2.8 | 8.8 | 1.8 | .2  | 20.0 |
| 1992     | CLE    | 17 | 17 | 35.5 | .496 | .362 | .904  | 2.5 | 7.5 | 1.4 | .2  | 19.2 |
| 1993     | CLE    | 9  | 9  | 32.0 | .443 | .308 | .958  | 2.1 | 6.1 | 1.7 | .0  | 13.0 |
| 1994     | CLE    | 3  | 3  | 34.0 | .349 | .222 | .929  | 2.0 | 4.7 | 1.3 | .0  | 15.0 |
| 1995     | CLE    | 4  | 4  | 35.8 | .300 | .235 | .970  | 3.0 | 6.5 | 1.5 | .0  | 15.0 |
| 通算     | 通算   | 47 | 47 | 36.0 | .464 | .337 | .944  | 2.6 | 7.0 | 1.4 | .1  | 17.4 |

## その他
- プライスがつけた背番号25はジョージア工科大学でも永久欠番となっている。
- 弟と共にクリスチャンである。